# Suseong-gu
Suseong-gu (koreanisch 수성구) ist einer der acht Stadtteile von Daegu und hat 430.334 Einwohner (Stand: 2019). Es handelt sich dabei um einen östlichen Bezirk der Stadt. Der Bezirk grenzt im Uhrzeigersinn an die Stadtteile Dong-gu, Dalseong-gun, Nam-gu und Jung-gu.

## Verwaltung

Verwaltungseinheiten des Suseong-gu

Suseong-gu besteht aus 23 dong (Teilbezirke).
Als Bezirksbürgermeister amtiert Kim Dae-kwon (김대권). Er gehört der Mirae-tonghap-Partei an.